# 羅利耶站
羅利耶站（法語：Station Laurier）位於加拿大魁北克省蒙特利爾市，是蒙特利爾地鐵2號線其中一個車站。

## 外部連結
- （法文）（英文）蒙特利爾交通局：羅利耶站 （页面存档备份，存于）（英文） （页面存档备份，存于）
- （法文）（英文）：羅利耶站 （页面存档备份，存于）（英文） （页面存档备份，存于），含有羅利耶站的資訊、歷史、車站結構與藝術品資料。